# Tannay (Vaud)
Tannay es una comuna suiza del cantón de Vaud, situada en el distrito de Nyon en la rivera izquierda del lago Lemán. Limita al norte con las comunas de Commugny y Coppet, al este con Hermance (GE) y Anières (GE), al sur con Mies, y al oeste con Chavannes-des-Bois.
La comuna hizo parte hasta el 31 de diciembre de 2007 del círculo de Coppet.

## Transportes
Ferrocarril
En la comuna hay un apeadero ferroviario donde efectúan parada trenes con destino a Coppet y Ginebra-Cornavin/Lancy-Pont-Rouge.